# El Risitas
Juan Joya Borja, ismertebb nevén El Risitas (Sevilla, 1956. április 5. – Sevilla, 2021. április 28.) spanyol humorista, színész. Széles körű népszerűségét egy 2007. júniusi televíziós interjújából készített paródiák után szerezte.

## Élete
Joya Sevillában született. Élete során számos munkája volt, köztük konyhai kisegítői munka, vagy cementeszsákok rakodása. Első televíziós szereplése 2000-ben volt Jesús Quintero műsorában. Szerepelt a 2005-ös Torrente 3 – A védelmező című filmben.

## A televíziós interjú
2001-ben Jesús Quintero műsorában egy történetet mesélt el arról, amikor egyszer konyhai kisegítőként dolgozott. Éjszakára paellaserpenyőket hagyott az óceánban, hogy a sós víz elmossa azokat, de reggelre megjött a dagály. Az eredeti videót 2007. június 25-én töltötték fel a YouTube videómegosztóra. A jellegzetes nevetésekkel teli videóból számos mém készült, a videó alá különböző paródiafeliratok készültek.

### Magyarországi népszerűsége
Magyarországon a 2013. szeptember 6-án lejátszott Románia–Magyarország világbajnoki selejtező labdarúgó-mérkőzés (3–0) után lett ismert. A mérkőzés eredménye gyakorlatilag eldöntötte, hogy Magyarország nem jut ki a 2014-es labdarúgó-világbajnokságra, noha matematikai esély még volt rá. A videó alá egy paródiafeliratot írtak, amely szerint Joya egy labdarúgással foglalkozó szakértő és a mérkőzést elemezte. Később a videóhoz a magyar labdarúgó-válogatott több mérkőzése után is hasonló paródiafeliratok készültek. A magyar internetes közösség Zombori Sándor labdarúgó, szakkommentátor után a Francesco Zombori nevet adta neki (bár a Francesco a Ferenc megfelelője, és nem spanyol, hanem olasz név). Később politikai témákat elemző paródiafeliratok is készültek a videóhoz.
2016 áprilisában Joya a TrollFoci szerkesztőségének meghívására Budapestre látogatott.
2017 júniusában az Andorra–Magyarország világbajnoki selejtező (1–0) után is készült videó.

### Nemzetközi népszerűsége
A világon széles körben 2015 márciusában lett népszerű, miután az Apple bemutatta az új MacBookot. A videó alá egy olyan paródiafeliratot írtak, amely szerint Joya a prototípus tervezője volt. A videót azóta több millióan nézték meg.

## Betegsége és halála
2020 szeptemberében szállították a sevillai Hospital de la Caridad kórházba, ahol érrendszeri betegsége miatt műteni, majd amputálni kellett a lábát.
2021. április 28-án délben, betegségének hirtelen romlása miatt átszállították a város központi kórházába, ahol aznap délután 65 éves korában elhunyt.